# Cratere Wren
Wren  è un cratere sulla superficie di Mercurio.